# Stegana subexcavata
Stegana subexcavata är en tvåvingeart som beskrevs av Vaidya och Godbole 1976. Stegana subexcavata ingår i släktet Stegana och familjen daggflugor. Inga underarter finns listade i Catalogue of Life.